# Praia Ió Grande
A Praia de Jó Grande é uma praia do Arquipélago de São Tomé e Príncipe, localiza-se a Este da ilha de São Tomé entre a Ponta Ió Macaco e a Praia do Gato, frente ao Pico Macurie.